# Aleksander (Reszetniak)
Aleksander, imię świeckie Ołeksandr Ołeksijowycz Reszetniak (ur. 25 grudnia 1954 w Czmyrycach) – biskup Ukraińskiego Kościoła Prawosławnego Patriarchatu Kijowskiego (od 2018 Kościoła Prawosławnego Ukrainy), wikariusz eparchii kijowskiej z tytułem biskupa bogusławskiego.

## Życiorys
14 sierpnia 1983 wyświęcony został na kapłana. 16 stycznia 1994 w kijowskim soborze św. Włodzimierza otrzymał chirotonię biskupią. Od 2004 tytularny arcybiskup bogusławski.